# Денисевич, Михаил Николаевич
Михаи́л Никола́евич Денисе́вич (род. 25 октября 1950 д. Вощиничи Брестской области, БССР) — российский историк, доктор исторических наук (1993), профессор. Основатель и первый ректор Уральского гуманитарного института (1994—2017), Института социально-экономического развития (2009—2013), заведующий кафедрой истории и философии (1995—2017), почетный работник высшей школы (2004).

## Биография
Родился 25 октября 1950 г. в деревне Вощиничи Брестской области, Белоруссия. С 1968 по 1973 гг. обучался на историческом факультете Уральского государственного университета. В 1989 – 2001 гг. младший, старший, ведущий научный сотрудник, заведующий отделом истории XX в., заместитель директора Института истории УрО РАН. С 1994 по 2017 гг. – основатель и первый ректор Уральского гуманитарного института, учрежденного академическими институтами УрО РАН и УГТУ-УПИ. Организатор и ректор первого на Северном Урале самостоятельного лицензированного вуза – Института социально-экономического развития – ИСЭР (2009 – 2013, г. Серов). Инициатор и организатор первого на Северном Урале Ботанического сада (2005, г. Серов). Учредитель благотворительного фонда и руководитель строительства студенческого Храма Архистратига Михаила (2008, г. Серов). Факелоносец эстафеты Паралимпийского огня «Сочи – 2014» (г. Екатеринбург).

## Научная деятельность и результаты
В 1980 г. защитил кандидатскую диссертацию по развитию советской торговли в послевоенный период. В феврале 1993 г. защитил докторскую диссертацию на соискание ученой степени доктора исторических наук «Индивидуальные хозяйства в политике советского государства в 30-е – первой половине 80-х гг.» на материалах Урала, в которой впервые объективно раскрыта роль личных (индивидуальных) подсобных хозяйств колхозников и жителей городов в обеспечении их семей продовольствием на всех этах истории советского государства. Разработал концепцию интеграции гуманитарной академической науки и высшего образования (1997 г.), концепцию подготовки специалиста-гуманитария XXI века (1997 г.), обосновал роль и механизмы воздействия гуманитарного знания и образования на реализацию стратегии национальной безопасности и регионального развития, укрепления российской государственности и модернизацию современной России (1999 г.). Он является руководителем научных исследований по современным проблемам геополитики, федерализма и регионализма, теории, методологии и практики гуманитарной науки и образования, социальной и аграрной истории России. Автор более 200 научных работ, в том числе 6 монографий, 9 учебных пособий. Главный редактор научных периодических журналов «Креативный менеджмент», «Вестник института семьи». 

## Награды
- 2003 г. - победитель VII областного конкурса "Лидер в образовании - 2003" в номинации "Лучшее образовательное учреждение" (г. Екатеринбург).
- 2004 г. - присвоено звание "Почетный работник высшего профессионального образования РФ".
- 2006 г. - награжден дипломом и именной медалью "2000 выдающихся интеллектуалов XXI века" в области истории и гуманитарных наук. Включен в международную энциклопедию "2000 выдающихся интеллектуалов XXI века" (Кембридж, Англия).
- 2007 г. - награжден Международной наградой "SOCRATES INTERNATIONAL AWARD" (имени Сократа) за личный вклад в интеллектуальное развитие современного общества (Оксфорд, Англия).
- 2010 г. - вручен Почетный нагрудный знак конкурса "Евразия - лидер в бизнесе - 2010" (г. Екатеринбург).
- 2010 г. - награжден Патриархом Московским и Всея Руси Кириллом грамотой и орденом Святителя Иннокентия Митрополита Московского и Коломенского III степени в связи с 60-летием и возведением студенческого храма Архистратига Михаила в г. Серове[5].
- 2013 г. - награжден в шестой раз Почетным знаком "Ректор года" (2004, 2005, 2009, 2010, 2011, 2013)" (г. Санкт-Петербург)[6].
- 2014 г. - награжден Президентом Российской Федерации В.В. Путиным Памятной медалью и Грамотой за значительный вклад в подготовку и проведение XXII Олимпийских зимних игр и XI Паралимпийских зимних игр 2014 года в г. Сочи (г. Москва).

## Основные работы

#### Монографии, учебные пособия
- Индивидуальные хозяйства на Урале, 1930–1985 гг. : монография / М. Н. Денисевич ; Акад. наук СССР, Урал. отд-ние. − Екатеринбург : УрО АН СССР, 1991. − 195, [1] с.: табл. − Библиогр.: С. 157–168. – Указ. имен: с. 188–189.
- Региональное развитие в контексте модернизации : монография на англ. и рус. яз. / М. Н. Денисевич, В. В. Алексеев и др. ; Рос. акад. наук, Урал. отд., Ин-т истории и археологии, Урал. гуман. ин-т. − Екатеринбург : УрГИ, 1997. − 326 с.[7]
- Наука и образование России: вызов времени. Ориентиры национальной научно-образовательной стратегии : монография / М. Н. Денисевич, К. И. Зубков ; Урал. гуманитар. ин-т. − Екатеринбург : УрГИ, 1999. − 171 с.[8]
- Концепция интеграции академической науки и высшего гуманитарного образования / М. Н. Денисевич и др. − 2-е изд., доп. и перераб. − Екатеринбург : УрГИ, 1999. − 34 с.[9]
- Концепция подготовки специалиста / М. Н. Денисевич, К. И. Зубков. − 2-е изд., доп. и перераб. − Екатеринбург : УрГИ, 1999. − 51 с.[10]
- Гуманитарное образование в информационном обществе : монография ; посвящается 10-летию УрГИ / М. Н. Денисевич. − Екатеринбург : УрГИ, 2004. − 163 с.
- Наука и образование: Стратегический ресурс национального развития : монография, посвящ. 15-летию Урал. гуман. ин-та / М. Н. Денисевич ; рец.: В. Н. Руденко, В. Ф. Анисимов, С. Е. Вогулкин. − Екатеринбург : УрГИ ; Серов : ИСЭР, 2010. − 137 с.[11]
- Гуманитарное образование и будущее России : монография / М. Н. Денисевич. - Екатеринбург : Издательство Уральского университета, 2022. - 256 с.[12]